# Basisplan voor de Wederopbouw van Rotterdam
Het Basisplan voor de Wederopbouw van Rotterdam is het tweede en uiteindelijk uitgevoerde stedenbouwkundig plan voor het in de Tweede Wereldoorlog verwoeste centrum van Rotterdam.

## Aanloop
Na het bombardement op Rotterdam van 14 mei 1940 gaf het gemeentebestuur van Rotterdam op 18 mei 1940 aan toenmalig stadsarchitect W.G. Witteveen de opdracht voor het maken van een plan voor de wederopbouw van het stadshart, de wijk Kralingen en het Noordereiland. Dit plan kwam bekend te staan als het Plan-Witteveen. Op 24 mei 1940 werd het complete getroffen gebied in één keer onteigend. De verwoeste panden werden gesloopt waarbij ook de funderingen werden verwijderd. Hiermee werd de mogelijkheid geschapen om een totaal nieuw stratenpatroon aan te leggen.
Op 11 december 1941 presenteerde Witteveen zijn plan. Door gebrek aan bouwmaterialen tijdens de oorlog is weinig van dit plan gerealiseerd. Alleen de scheepvaartverbinding tussen Rotte en Leuvehaven kwam gereed. Op het plan van Witteveen kwam kritiek dat het plan te zeer gericht was op herstel en te weinig vernieuwend was.
Na het vertrek van Witteveen begon zijn opvolger Cornelis van Traa in 1944 met de herziening van het Plan-Witteveen. Op 28 mei 1946 werd het Basisplan door de gemeenteraad aangenomen.
In 1946 benoemde de toenmalige minister voor Wederopbouw Johan Ringers Cees van der Leeuw tot zijn gemachtigde voor de wederopbouw van Rotterdam. Vanwege hun bijzondere verdiensten is in 1946 aan Dr. C.H. van der Leeuw en in 1963 aan Dr. Ir. J.A. Ringers de Van Oldenbarneveltpenning toegekend; dit is de hoogste gemeentelijke onderscheiding van de stad Rotterdam.

## Basisplan
Het Basisplan was een rigoureuze breuk met het verleden, waarbij van de vooroorlogse plattegrond alleen de stadsdriehoek van Coolsingel, Goudsesingel en Boompjes nog herkenbaar waren. De gebouwen die het bombardement hadden overleefd, werden gezien als belemmering voor de ontwerpers en enkele van deze gebouwen zijn ook daadwerkelijk gesloopt.
Basis-elementen van het plan waren:
- verleggen van de hoofdwaterkering van de Hoogstraat naar de Boompjes en de Maasboulevard;
- verplaatsen van het centrum naar het westen, waardoor de Coolsingel niet meer de westgrens van het centrum was, maar het hart van het Centrum;
- een open venster vanaf de Coolsingel op de Leuvehaven en de rivier (het Plein 1940, hiervoor is het restant van het Bijenkorf-pand van Willem Dudok gesloopt);
- scheiding van functies (in de geest van de CIAM-gedachte): winkels rond de Coolsingel en de Hoogstraat, cultuur rond Museum Boijmans Van Beuningen en bedrijfsverzamelgebouwen bij de Goudsesingel;
- beperking van de woonfunctie van het centrum (in de ontwerpfase van het plan was de hele woonfunctie zelfs geschrapt);
- ruimte voor het verkeer.

Het Basisplan is bepalend geweest voor de ontwikkeling van het centrum van Rotterdam tot 1970. Rond die tijd kwamen protesten tegen grootschalige sloop van oude stadswijken rond de Rotte voor de aanleg van een autoweg vanaf het Hofplein naar Rijksweg 20. Onder burgemeester André van der Louw (1974-1981) is een omslag gekomen in het stedenbouwkundig beleid, waarin meer aandacht uitging naar de leefbaarheid van de stad.